# Kingdom Come (groupe allemand)
Pour les articles homonymes, voir Kingdom Come.
Kingdom Come est un groupe allemand de hard rock, originaire de 
Hambourg, en Allemagne de l'Ouest. Le groupe était à l'origine dirigé par Lenny Wolf, jusqu'à sa pause en 2016. Bien qu'il n'y ait pas eu de membres constants de Kingdom Come tout au long de l'histoire du groupe, leur formation la plus récente comprend quatre membres originaux qui ont quitté le groupe en 1989 et sont revenus en 2018. Wolf est remplacé par Keith St John en 2018. 
Le premier album du groupe, Kingdom Come, sorti en 1988, est leur enregistrement le plus populaire et le plus vendu à l'échelle internationale, et contient leur tube le plus connu, Get It On.

## Histoire
Le groupe est formé en 1987, à Hambourg, en Allemagne de l'Ouest, après la séparation du projet rock de Wolf, Stone Fury, qui a connu un succès modéré. Wolf a recruté le bassiste/clavier d'origine italienne Johnny B. Frank et les musiciens américains Danny Stag (guitare solo), Rick Steier (guitare rythmique) et James Kottak (batterie). Stag et Frank avaient précédemment été membres des groupes Industrials (CBS Int'l), WWIII et Population 5n qui comprenaient le bassiste Prescott Niles (The Knack) et le batteur Matt Sorum (The Cult, Guns N' Roses et Velvet Revolver). Frank a également été le claviériste de Josie Cotton. Kingdom Come est le premier groupe où Wolf chante sans jouer de guitare. Le chanteur a admis plus tard que, pendant un certain temps, l'adaptation a été très difficile.
En 1988, le groupe sort son premier album, Kingdom Come. Le premier single du groupe, Get It On, est un succès suffisamment important sur les stations AOR (chanson la plus demandée pendant six semaines), pour que le premier album éponyme du groupe devienne disque d'or le jour même de sa sortie (610 000 unités vendues). Leur deuxième single/vidéo, la ballade What Love Can Be, est largement diffusé sur les radios américaines et sur MTV. Au moment de la sortie du single/vidéo Loving You, l'album avait atteint le statut de disque de platine aux États-Unis, en Allemagne et au Canada, entre autres marchés musicaux. Le groupe est choisi pour assurer la première partie du Monsters of Rock Tour 1988 en Amérique du Nord, en compagnie de Dokken, Scorpions, Metallica et Van Halen, puis pour assurer la première partie de la tournée nord-américaine Savage Amusement de Scorpions. En 1989, Kingdom Come sort son prochain album, intitulé In Your Face, et le groupe se sépare brusquement pour des raisons personnelles en août 1989.
Vers 1990, Wolf reforme Kingdom Come avec une nouvelle formation, qui sort un dernier album international sur PolyGram, intitulé Hands of Time (sorti en 1991), coécrit avec la harpiste/auteur-compositeur Carol Tatum (Angels of Venice), enregistré avec plusieurs guitaristes et batteurs de session, dont le futur guitariste de Poison Blues Saraceno et l'ancien batteur de Dancer Bam Bamm Shibley, Lenny Wolf jouant lui-même de la basse. En 1993, Wolf retourne en Allemagne pour se regrouper. Avec une nouvelle formation, essentiellement allemande, Kingdom Come reste actif avec plusieurs albums et tournées en Europe à leur actif. Le groupe a continué à enregistrer des albums et à tourner depuis lors. Début 2013, Kingdom Come sort son 13e album studio Outlier, produit par Lenny Wolf dans son propre studio d'enregistrement. Il prévoit également de repartir en tournée en 2013.
En 1992, Stag s'associe à Johnny Edwards, ancien chanteur de Foreigner, Jeff Klaven, ancien batteur de Krokus, et David Seaton, bassiste, pour former Royal Jelly, qui attire l'attention de Denny Cordell, responsable des relations publiques chez Island Records, en 1993. Cordell signe un contrat d'enregistrement avec Stag et Royal Jelly. Le premier single du groupe, Ceiling, atteint la 22e place avec une balle dans les classements de diffusion FM avant que le groupe ne se perde dans la mort de Cordell, victime d'un lymphome, et dans le rachat et la restructuration d'Island par PolyGram. En 1995, après la disparition du groupe, Stag, désabusé, retourne à Pittsburgh et se plonge dans le blues pour renouer avec sa source d'inspiration. Steier et Kottak retournent dans le Kentucky et forment l'éphémère Wild Horses, qui sort un album sur Atlantic Records. Tous deux referont surface plus tard au sein de Warrant. James Kottak finit par se faire une place en tant que batteur permanent chez Scorpions.
En 2014, le groupe se réunit à nouveau avec le guitariste Danny Stag, le bassiste Johnny B. Frank et le batteur Hendrik Thiesbrummel pour une série de concerts dans le monde entier.
Le 11 août 2016, Lenny Wolf annonce la séparation de Kingdom Come. Cependant, en juin 2018, la formation originale du groupe (moins Wolf) annonce des plans pour tourner cette année et en 2019 en célébrant le 30e anniversaire de leur premier album éponyme et de son suivi In Your Face ; remplaçant Wolf, Keith St. John, ne laissant aucun membre constant tout au long de l'existence du groupe Interrogé en juillet 2018 sur le podcast Rock Talk with Mitch Lafon à propos de l'absence de Wolf, le batteur James Kottak déclare : « Il est juste un peu fini. Il veut prendre sa retraite. Il a sa vie. » Dans la même interview, Kottak exprime son désir de travailler sur de nouveaux morceaux avec Kingdom Come et ajoute : « peut-être que Lenny contribuera à la musique ». Kottak déclare ensuite que Kingdom Come ne devrait pas sortir de nouveaux morceaux avant 2021. Dans une interview d'avril 2021 avec MetalAsylum.net, le chanteur Keith St. John déclare que le groupe pourrait envisager de sortir de nouveaux morceaux sous un autre nom, en raison de problèmes non encore résolus avec Wolf.

## Discographie

### Albums studio
- 1988 : Kingdom Come
- 1989 : In Your Face
- 1991 : Hands of Time
- 1993 : Bad Image
- 1995 : Twilight Cruiser
- 1997 : Master Seven
- 2000 : Too
- 2002 : Independent
- 2004 : Perpetual
- 2006 : Ain't Crying for the Moon
- 2009 : Magnified
- 2011 : Rendered Waters
- 2013 : Outlier

### Albums live et compilations
- 1996 : Live and Unplugged (Livealbum)
- 1998 : Balladesque (Balladenalbum)
- 2003 : 20th Century Masters (Kompilation)

### Singles
- 1988 : What Love Can Be
- 1988 : Get It On
- 1988 : Loving You
- 1989 : Overrated
- 1989 : Do You Like It
- 1991 : Should I
- 1993 : Little Wild Thing
- 1993 : Friends
- 1995 : Janine
- 1995 : Twilight Cruiser
- 1997 : High on Love

### Apparitions
- 2008 : Jackpot sur Unter der Sonne de Chakuza